# Burgruine Falkenstein (Bad Emstal)
Die Burgruine Falkenstein ist eine romanische Burganlage bei Bad Emstal-Sand im nordhessischen Landkreis Kassel.

## Geographische Lage

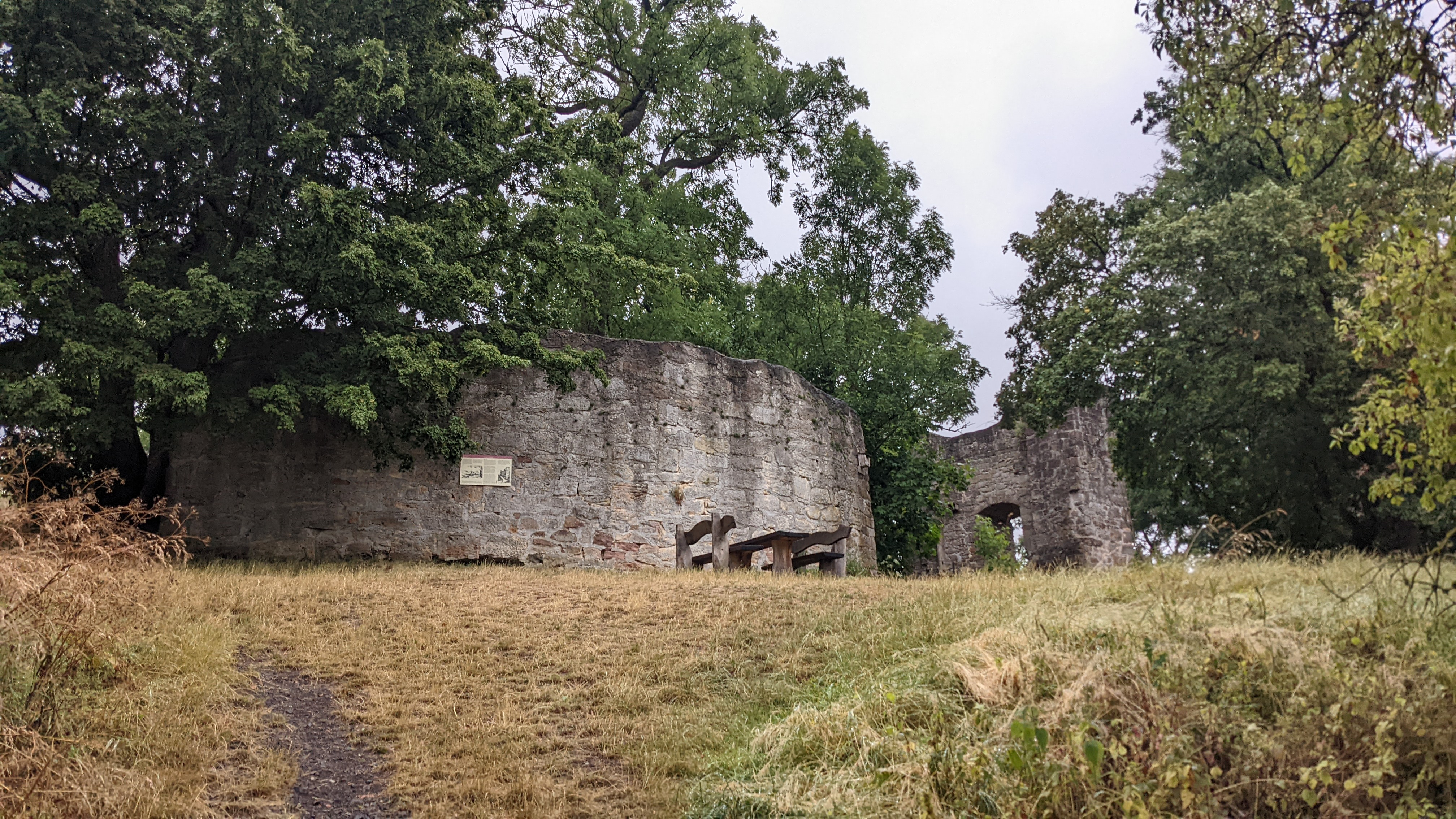
Ansicht der Burgruine

Die Ruine der Höhenburg befindet sich im Naturpark Habichtswald rund 2,5 km ostnordöstlich des Bad Emstaler Gemeindeteils Sand auf der heute bewaldeten Basaltkuppe des Falkensteins (461,9 m ü. NN), nordnordwestlich von Niedenstein bzw. südwestlich von Schauenburg-Elmshagen. An der Südflanke des Bergs verläuft die Grenze zur Stadt Niedenstein, entlang der Ostflanke jene zur Gemeinde Schauenburg. Weil die Bergkuppe nach Norden und Osten steil abfällt, ist sie und damit die Burgruine am besten von Süden kommend auf Wanderwegen zu erreichen. Westlich am Berg vorbei verläuft der Oberlauf des Eder-Zuflusses Ems und östlich wird er vom Ems-Zufluss Wiehoff passiert.

## Geschichte
Die wohl gegen Ende des 13. Jahrhunderts erbaute Burg Falkenstein ist im Jahre 1346 erstmals urkundlich erwähnt. In diesem Jahre verpfändete Landgraf Heinrich II. von Hessen die wohl bereits verfallende Burg an die Herren Hund von Kirchberg und Holzhausen für 452 Mark Silber, aber mit der Verpflichtung, zu ihrem Wiederaufbau mindestens 170 Mark Silber aufzuwenden. Die beiden Stämme der Familie Hund erhielten gleichzeitig je ein Burglehen. Der Landgraf sollte erst nach dem Tode der Pfandinhaber die Burg von deren Erben einlösen dürfen, doch sollten letztere die Burglehen und Burgsitze, die sie auf der Burg gebaut hätten, für immer behalten. Andererseits sollte die Burg dem Landgrafen gegen Feinde jederzeit offenstehen. Schon 1351 wird auch wieder eine Kapelle auf der Burg erwähnt. Proteste des Erzbischofs Gerlach von Mainz gegen den Wiederaufbau der Burg wurden abgewiesen und 1354 fallengelassen. Am 13. September 1363 schlossen die zahlreichen Mitglieder der Familie Hund einen Burgfrieden auf dem Falkenstein, aber schon kurz darauf verlor die Holzhäuser Linie ihren Anteil an der Burg wegen eines Streits mit dem Landgrafen. Landgraf Hermann II. gab diese Hälfte, wegen des feindlichen Verhaltens der Hund im Sternerkrieg, zunächst am 6. April 1387 an Ludwig von Wildungen, aber dann noch im gleichen Jahr an Ekkebrecht von Grifte als Belohnung für dessen erfolgreiche Verteidigung der Obernburg in Gudensberg gegen ein Belagerungsheer des Erzbischofs Adolf I. von Mainz, des Landgrafen Balthasar von Thüringen und des Herzogs Otto von Braunschweig-Göttingen.
Im Jahre 1388 kam es zu einem neuen Vertrag zwischen Landgraf Hermann und den Hund, in dem die Pfandbedingungen von 1346 und der Burgfrieden von 1363 für ungültig erklärt und die Hund’schen Anteile der Burg dem Landgrafen zu Lehen aufgetragen wurden. Nach dem Aussterben der Holzhäuser Linie der Hund im Jahre 1430 kam es zu einem Erbstreit zwischen den Hund aus Kirchberg einerseits und Reinhard von Dalwigk, einem Neffen des verstorbenen Otto von Holzhausen, und den Rittern von Grifte andererseits, den der Landgraf erst mit erheblicher Mühe und nach langer Zeit im Jahre 1442 beilegen konnte. Reinhard von Dalwigk verkaufte seinen Anspruch im Jahre 1454 für 100 Gulden an die von Grifte.
Bis 1569 gehörte die Burg dann den Herren von Grifte und der Familie Hund gemeinsam, das sie dann ab 1569 als landgräflich-hessisches Mannlehen gemeinsam hielten. 1597 starben die Herren von Grifte aus, und die Burg zerfiel zunehmend. Es ist anzunehmen, dass die Nachfolger nur mit dem Wald, dem Berg und den dazugehörigen Ländereien belehnt wurden, jedoch nicht mehr mit der Burg. 1631 zerstörten Tillys Truppen die Burg. Nach dem Tod von Oberstleutnant Hans Heinrich Hund zu Freienhagen (genannt Canis) im Jahre 1679, zerfiel die Burg endgültig und fiel als erledigtes Lehen wieder dem hessischen Landgrafen zu.

## Burgruine
Die enge runde Plateaufläche des Bergs Falkenstein hat einen Durchmesser von 30 m. Südlich der Burg Falkenstein befand sich eine 40 m breite Vorburg. Vom Palas sind nur noch einige Mauerreste erhalten geblieben. Ein zusammenhängendes 11 m langes Mauerstück im Süden und zwei hohe schmale Mauerstücke, zwischen denen sich ein Fenster befand, belegen die Besiedlung. Im Westen sind Reste von Burggraben und Wallanlage sichtbar geblieben.